# 2016年のナショナルリーグチャンピオンシップシリーズ
2016年の野球において、メジャーリーグベースボール（MLB）のポストシーズンは10月4日に開幕した。ナショナルリーグの第47回リーグチャンピオンシップシリーズ（英語: 47th National League Championship Series、以下「リーグ優勝決定戦」と表記）は、15日から22日にかけて計6試合が開催された。その結果、シカゴ・カブス（中地区）がロサンゼルス・ドジャース（西地区）を4勝2敗で下し、71年ぶり17回目のリーグ優勝およびワールドシリーズ進出を果たした。
両球団がポストシーズンで対戦するのは、2008年の地区シリーズ以来8年ぶり2度目。リーグ優勝決定戦が1969年に創設されて以来カブスは、突破に王手をかけてから6戦全敗を喫するなど壁を破れずにいたが、今シリーズでは第4戦から3連勝で足踏みすることなくリーグを制した。カブス71年ぶりのリーグ優勝によって、リーグ優勝から最も遠ざかるMLB球団の座はカブスからワシントン・ナショナルズへ移った。シリーズMVPには、カブスからハビアー・バエズとジョン・レスターの2選手が選出された。J・バエズは全6試合に二塁手として先発出場しチーム最多タイの5打点を挙げ、レスターは初戦と第5戦に先発登板し計13.0イニングで防御率1.38と好投した。このあとカブスは、ワールドシリーズでもアメリカンリーグ王者クリーブランド・インディアンスを4勝3敗で下し、108年ぶり3度目の優勝を成し遂げた。

## 両チームの2016年
10月11日にまずカブス（中地区優勝）が、そして13日にはドジャース（西地区優勝）が、それぞれ地区シリーズ突破を決めてリーグ優勝決定戦へ駒を進めた。
カブスは2015年、97勝65敗で地区3位ながら7年ぶりにポストシーズン進出を果たした。クリス・ブライアントら期待の若手が続々とデビューし2016年へ向けて期待が高まるなか、リーグ優勝決定戦で敗退後のオフには先発投手ジョン・ラッキーや内外野手ベン・ゾブリスト、外野手ジェイソン・ヘイワードら実績のある選手を相次いで獲得した。2016年は開幕31試合で25勝と大きく勝ち越し、地区首位でシーズンを進めていく。その3試合目には前年デビュー組のひとり、左翼手カイル・シュワーバーが左膝靭帯断裂で長期欠場となったが、本来は三塁手のブライアントが左翼も掛け持ちしながら攻守にMVP級の活躍を見せるなど、選手層の厚さでその穴を埋めた。2位セントルイス・カージナルスに7.0ゲーム差をつけ53勝35敗で前半戦を終えると、7月下旬にはポストシーズンでの戦いも見据えて、不安定な救援投手陣にトレードでアロルディス・チャップマンを加える。後半戦は2位以下との差をさらに広げていき、9月15日には両リーグを通じてポストシーズン進出決定一番乗り、最終的には103勝58敗1分で30球団最高勝率となった。平均得点4.99はリーグ2位、防御率3.15はリーグ最高。野手陣は得点力のみならず内外野の守備力も高く、投手陣では先発ローテーションが年間を通じて安定、後半戦は救援防御率もリーグ2位に改善されるなど、弱みがなかった。地区シリーズではサンフランシスコ・ジャイアンツを3勝1敗で下した。
ドジャースは地区3連覇中だがいずれの年もワールドシリーズへ進めず、2015年シーズン終了後には監督のドン・マッティングリーが退団、デーブ・ロバーツがそのあとを継いだ。また、2大エースの一角ザック・グレインキーがFAで他球団へ移籍したが、チームは彼に代わる大物選手獲得へは動かず、選手層に厚みを持たせるのを優先した。2016年は故障者リスト入りする選手が相次ぎ、序盤は勝率が.500付近を推移する状態が続く。残るエースのクレイトン・カーショウが6月26日の登板を最後に離脱してからは、28試合で18勝と勝ち越しを上積みしたものの、前半戦終了時点では51勝40敗で地区首位ジャイアンツに6.5ゲーム差をつけられていた。だが後半戦に入るとジャイアンツが勝率を落とし、8月には両球団の順位が逆転、それからはドジャースが差を広げていく。追いすがるジャイアンツを振り切り、9月25日に地区4連覇を決めた。平均得点4.48はリーグ7位、防御率3.70はリーグ5位。投手陣は前述のカーショウをはじめ怪我人や不振に陥る選手が続出するなか、日本プロ野球から加入1年目の前田健太がただひとり規定投球回に到達して16勝を挙げ、打線は怪我人があまりいない代わりに傑出した選手もあまりいないという状況ながら、前年9月デビューの遊撃手コーリー・シーガーがMVP有力候補となる好成績を残すなど、新戦力ふたりがチームを支えた。地区シリーズではワシントン・ナショナルズを3勝2敗で下した。
リーグ優勝決定戦の第1・2・6・7戦を本拠地で開催できる "ホームフィールド・アドバンテージ" は、地区優勝球団どうしが対戦する場合はレギュラーシーズンの勝率がより高いほうの球団に、地区優勝球団とワイルドカード球団が対戦する場合は地区優勝球団に与えられる。したがって今シリーズでは、カブスがアドバンテージを得る。この年のレギュラーシーズンでは両球団は7試合対戦し、カブスが4勝3敗と勝ち越していた。

## ロースター
両チームの出場選手登録（ロースター）は以下の通り。
- 名前の横の★はこの年のオールスターゲームに選出された選手を、＃はレギュラーシーズン開幕後に入団した選手を示す。
- 年齢は今シリーズ開幕時点でのもの。

| シカゴ・カブス | シカゴ・カブス | シカゴ・カブス     | シカゴ・カブス               | シカゴ・カブス | シカゴ・カブス | シカゴ・カブス | ロサンゼルス・ドジャース | ロサンゼルス・ドジャース | ロサンゼルス・ドジャース | ロサンゼルス・ドジャース | ロサンゼルス・ドジャース | ロサンゼルス・ドジャース | ロサンゼルス・ドジャース |
| 守備位置       | 背番号         | 出身               | 選手                         | 投             | 打             | 年齢           | 守備位置                 | 背番号                   | 出身                     | 選手                     | 投                       | 打                       | 年齢                     |
| -------------- | -------------- | ------------------ | ---------------------------- | -------------- | -------------- | -------------- | ------------------------ | ------------------------ | ------------------------ | ------------------------ | ------------------------ | ------------------------ | ------------------------ |
| 投手           | 49             | アメリカ合衆国の旗 | ジェイク・アリエータ★        | 右             | 右             | 30             | 投手                     | 43                       | ベネズエラの旗           | ルイス・アビラン         | 左                       | 左                       | 27                       |
| 投手           | 54             | キューバの旗       | アロルディス・チャップマン＃ | 左             | 左             | 28             | 投手                     | 52                       | ドミニカ共和国の旗       | ペドロ・バエズ           | 右                       | 右                       | 28                       |
| 投手           | 6              | アメリカ合衆国の旗 | カール・エドワーズJr.        | 右             | 右             | 25             | 投手                     | 55                       | アメリカ合衆国の旗       | ジョー・ブラントン       | 右                       | 右                       | 35                       |
| 投手           | 52             | アメリカ合衆国の旗 | ジャスティン・グリム         | 右             | 右             | 28             | 投手                     | 75                       | アメリカ合衆国の旗       | グラント・デイトン       | 左                       | 左                       | 28                       |
| 投手           | 28             | アメリカ合衆国の旗 | カイル・ヘンドリックス       | 右             | 右             | 26             | 投手                     | 46                       | アメリカ合衆国の旗       | ジョシュ・フィールズ＃   | 右                       | 右                       | 31                       |
| 投手           | 41             | アメリカ合衆国の旗 | ジョン・ラッキー             | 右             | 右             | 37             | 投手                     | 44                       | アメリカ合衆国の旗       | リッチ・ヒル＃           | 左                       | 左                       | 36                       |
| 投手           | 34             | アメリカ合衆国の旗 | ジョン・レスター★            | 左             | 左             | 32             | 投手                     | 74                       | キュラソー島の旗         | ケンリー・ジャンセン★    | 右                       | 両                       | 29                       |
| 投手           | 38             | アメリカ合衆国の旗 | マイク・モンゴメリー＃       | 左             | 左             | 27             | 投手                     | 22                       | アメリカ合衆国の旗       | クレイトン・カーショウ★  | 左                       | 左                       | 28                       |
| 投手           | 56             | ベネズエラの旗     | ヘクター・ロンドン           | 右             | 右             | 28             | 投手                     | 18                       | 日本の旗                 | 前田健太                 | 右                       | 右                       | 28                       |
| 投手           | 46             | ドミニカ共和国の旗 | ペドロ・ストロップ           | 右             | 右             | 31             | 投手                     | 68                       | アメリカ合衆国の旗       | ロス・ストリップリング   | 右                       | 右                       | 26                       |
| 投手           | 37             | アメリカ合衆国の旗 | トラビス・ウッド             | 左             | 右             | 29             | 投手                     | 7                        | メキシコの旗             | フリオ・ウリアス         | 左                       | 左                       | 20                       |
| 投手           | 29             | カナダの旗         | ロブ・ザストリズニー         | 左             | 右             | 24             | 投手                     | 57                       | アメリカ合衆国の旗       | アレックス・ウッド       | 左                       | 右                       | 25                       |
| 捕手           | 40             | ベネズエラの旗     | ウィルソン・コントレラス     | 右             | 右             | 24             | 捕手                     | 9                        | キューバの旗             | ヤズマニ・グランダル     | 右                       | 両                       | 27                       |
| 捕手           | 47             | ベネズエラの旗     | ミゲル・モンテロ             | 右             | 左             | 33             | 捕手                     | 51                       | パナマの旗               | カルロス・ルイーズ＃     | 右                       | 右                       | 37                       |
| 捕手           | 3              | アメリカ合衆国の旗 | デビッド・ロス               | 右             | 右             | 39             | 内野手                   | 23                       | アメリカ合衆国の旗       | エイドリアン・ゴンザレス | 左                       | 左                       | 34                       |
| 内野手         | 9              | プエルトリコの旗   | ハビアー・バエズ             | 右             | 右             | 23             | 内野手                   | 14                       | プエルトリコの旗         | エンリケ・ヘルナンデス   | 右                       | 右                       | 25                       |
| 内野手         | 17             | アメリカ合衆国の旗 | クリス・ブライアント★        | 右             | 右             | 24             | 内野手                   | 47                       | アメリカ合衆国の旗       | ハウィー・ケンドリック   | 右                       | 右                       | 33                       |
| 内野手         | 44             | アメリカ合衆国の旗 | アンソニー・リゾ★            | 左             | 左             | 27             | 内野手                   | 5                        | アメリカ合衆国の旗       | コーリー・シーガー★      | 右                       | 左                       | 22                       |
| 内野手         | 27             | アメリカ合衆国の旗 | アディソン・ラッセル★        | 右             | 右             | 22             | 内野手                   | 10                       | アメリカ合衆国の旗       | ジャスティン・ターナー   | 右                       | 右                       | 31                       |
| 内野手         | 18             | アメリカ合衆国の旗 | ベン・ゾブリスト★            | 右             | 両             | 35             | 内野手                   | 26                       | アメリカ合衆国の旗       | チェイス・アトリー       | 右                       | 左                       | 37                       |
| 外野手         | 5              | アメリカ合衆国の旗 | アルバート・アルモーラJr.    | 右             | 右             | 22             | 外野手                   | 16                       | アメリカ合衆国の旗       | アンドレ・イーシアー     | 左                       | 左                       | 34                       |
| 外野手         | 8              | アメリカ合衆国の旗 | クリス・コグラン＃           | 右             | 左             | 31             | 外野手                   | 31                       | アメリカ合衆国の旗       | ジョク・ピーダーソン     | 左                       | 左                       | 24                       |
| 外野手         | 24             | アメリカ合衆国の旗 | デクスター・ファウラー★      | 右             | 両             | 30             | 外野手                   | 66                       | キューバの旗             | ヤシエル・プイグ         | 右                       | 右                       | 25                       |
| 外野手         | 22             | アメリカ合衆国の旗 | ジェイソン・ヘイワード       | 左             | 左             | 27             | 外野手                   | 11                       | アメリカ合衆国の旗       | ジョシュ・レディック＃   | 右                       | 左                       | 29                       |
| 外野手         | 68             | キューバの旗       | ホルヘ・ソレア               | 右             | 右             | 24             | 外野手                   | 60                       | アメリカ合衆国の旗       | アンドリュー・トールズ   | 右                       | 左                       | 24                       |

カブスは地区シリーズのロースターから、内野手トミー・ラステラに代えて救援左腕ロブ・ザストリズニーを登録した。この年のドジャース打線が左投手に対し、打率.214・出塁率.291・長打率.333といずれもMLB最低の成績を残していたことから、カブスはトラビス・ウッドにマイク・モンゴメリー、そしてアロルディス・チャップマンと既に3人を抱える救援左腕をさらに増強した。これにともない、控えの左打者のうち状態の良いクリス・コグランが残り、ラステラがロースター落ちした。ラステラは7月下旬、コグランが故障者リストから復帰するためマイナー降格を通告されたところ、これを拒否して3週間近く実戦を離れる騒動を起こしている。チームに戻ったあとは9月の打率が.237と低迷し、地区シリーズでも初戦の8回裏に代打で出場して中飛に倒れたのが唯一の出番となった。
ドジャースは地区シリーズのロースターから2選手を入れ替え、捕手オースティン・バーンズと内野手チャーリー・カルバーソンを外し、内野手エンリケ・ヘルナンデスと救援左腕アレックス・ウッドを加えた。E・ヘルナンデスはこの年こそ打率1割台と不振に陥っていたが、2015年には対左投手打率.423を記録したことがあり、今シリーズでもカブスのジョン・レスターや前述の救援左腕4人を相手に活躍が期待される。また、A・ウッドのロースター入りは、フリオ・ウリアスの救援から先発への配置転換を可能にする。地区シリーズでドジャースは、クレイトン・カーショウ→リッチ・ヒル→前田健太→カーショウ→ヒル、と先発ローテーションを3人で回し、ウリアスは第5戦で2.0イニングを投げたのみだった。その地区シリーズでバーンズは1打数無安打、カルバーソンは7打数無安打だった。

## 試合結果
2016年のナショナルリーグ優勝決定戦は10月15日に開幕し、途中に移動日を挟んで8日間で6試合が行われた。日程・結果は以下の通り。
| 日付                                            | 試合  | ビジター球団（先攻）     | スコア | ホーム球団（後攻）       | 開催球場             | 開催球場                                 |
| ----------------------------------------------- | ----- | ------------------------ | ------ | ------------------------ | -------------------- | ---------------------------------------- |
| 10月15日（土）                                  | 第1戦 | ロサンゼルス・ドジャース | 4－8   | シカゴ・カブス           | リグレー・フィールド | リグレー・フィールドドジャー・スタジアム |
| 10月16日（日）                                  | 第2戦 | ロサンゼルス・ドジャース | 1－0   | シカゴ・カブス           | リグレー・フィールド | リグレー・フィールドドジャー・スタジアム |
| 10月17日（月）                                  |       | 移動日                   | 移動日 | 移動日                   |                      | リグレー・フィールドドジャー・スタジアム |
| 10月18日（火）                                  | 第3戦 | シカゴ・カブス           | 0－6   | ロサンゼルス・ドジャース | ドジャー・スタジアム | リグレー・フィールドドジャー・スタジアム |
| 10月19日（水）                                  | 第4戦 | シカゴ・カブス           | 10－2  | ロサンゼルス・ドジャース | ドジャー・スタジアム | リグレー・フィールドドジャー・スタジアム |
| 10月20日（木）                                  | 第5戦 | シカゴ・カブス           | 8－4   | ロサンゼルス・ドジャース | ドジャー・スタジアム | リグレー・フィールドドジャー・スタジアム |
| 10月21日（金）                                  |       | 移動日                   | 移動日 | 移動日                   |                      | リグレー・フィールドドジャー・スタジアム |
| 10月22日（土）                                  | 第6戦 | ロサンゼルス・ドジャース | 0－5   | シカゴ・カブス           | リグレー・フィールド | リグレー・フィールドドジャー・スタジアム |
| 優勝：シカゴ・カブス（4勝2敗 / 71年ぶり17度目） |       |                          |        |                          |                      | リグレー・フィールドドジャー・スタジアム |

### 第1戦 10月15日
- リグレー・フィールド（イリノイ州シカゴ）

|                          | 1 | 2 | 3 | 4 | 5 | 6 | 7 | 8 | 9 | R | H | E |
| ------------------------ | - | - | - | - | - | - | - | - | - | - | - | - |
| ロサンゼルス・ドジャース | 0 | 0 | 0 | 0 | 1 | 0 | 0 | 2 | 1 | 4 | 9 | 0 |
| シカゴ・カブス           | 1 | 2 | 0 | 0 | 0 | 0 | 0 | 5 | X | 8 | 9 | 0 |

1. 勝利：アロルディス・チャップマン（1勝）
2. 敗戦：ジョー・ブラントン（1敗）
3. 本塁打
LAD：アンドレ・イーシアー1号ソロ
CHC：ミゲル・モンテロ1号満塁、デクスター・ファウラー1号ソロ
4. 審判
［球審］ポール・ナウアート
［塁審］一塁: エリック・クーパー、二塁: ゲイリー・シダーストロム、三塁: エンジェル・ヘルナンデス
［外審］左翼: アルフォンソ・マルケス、右翼: テッド・バレット
5. 試合開始時刻: 中部夏時間（UTC-5）午後7時9分  試合時間: 3時間37分  観客: 4万2376人  気温: 72°F（22.2°C）
詳細: MLB.com Gameday / ESPN.com / Baseball-Reference.com / Fangraphs

| ロサンゼルス・ドジャース | ロサンゼルス・ドジャース | ロサンゼルス・ドジャース | ロサンゼルス・ドジャース | ロサンゼルス・ドジャース                                                                                     | シカゴ・カブス | シカゴ・カブス | シカゴ・カブス  | シカゴ・カブス | シカゴ・カブス                                                                                         |
| ------------------------ | ------------------------ | ------------------------ | ------------------------ | --- | -------------- | -------------- | --------------- | -------------- | --- |
| 打順                     | 守備                     | 選手                     | 打席                     | 前田健太C・ルイーズA・ゴンザレスE・ヘルナンデスJ・ターナーC・シーガーH・ケンドリックJ・ピーダーソンY・プイグ | 打順           | 守備           | 選手            | 打席           | J・レスターD・ロスA・リゾJ・バエズK・ブライ · アントA・ラッセルB・ゾブリストD・ファウラーJ・ヘイワード |
| 1                        | 左                       | H・ケンドリック          | 右                       | 前田健太C・ルイーズA・ゴンザレスE・ヘルナンデスJ・ターナーC・シーガーH・ケンドリックJ・ピーダーソンY・プイグ | 1              | 中             | D・ファウラー   | 両             | J・レスターD・ロスA・リゾJ・バエズK・ブライ · アントA・ラッセルB・ゾブリストD・ファウラーJ・ヘイワード |
| 2                        | 三                       | J・ターナー              | 右                       | 前田健太C・ルイーズA・ゴンザレスE・ヘルナンデスJ・ターナーC・シーガーH・ケンドリックJ・ピーダーソンY・プイグ | 2              | 三             | K・ブライアント | 右             | J・レスターD・ロスA・リゾJ・バエズK・ブライ · アントA・ラッセルB・ゾブリストD・ファウラーJ・ヘイワード |
| 3                        | 遊                       | C・シーガー              | 左                       | 前田健太C・ルイーズA・ゴンザレスE・ヘルナンデスJ・ターナーC・シーガーH・ケンドリックJ・ピーダーソンY・プイグ | 3              | 一             | A・リゾ         | 左             | J・レスターD・ロスA・リゾJ・バエズK・ブライ · アントA・ラッセルB・ゾブリストD・ファウラーJ・ヘイワード |
| 4                        | 右                       | Y・プイグ                | 右                       | 前田健太C・ルイーズA・ゴンザレスE・ヘルナンデスJ・ターナーC・シーガーH・ケンドリックJ・ピーダーソンY・プイグ | 4              | 左             | B・ゾブリスト   | 両             | J・レスターD・ロスA・リゾJ・バエズK・ブライ · アントA・ラッセルB・ゾブリストD・ファウラーJ・ヘイワード |
| 5                        | 一                       | A・ゴンザレス            | 左                       | 前田健太C・ルイーズA・ゴンザレスE・ヘルナンデスJ・ターナーC・シーガーH・ケンドリックJ・ピーダーソンY・プイグ | 5              | 遊             | A・ラッセル     | 右             | J・レスターD・ロスA・リゾJ・バエズK・ブライ · アントA・ラッセルB・ゾブリストD・ファウラーJ・ヘイワード |
| 6                        | 捕                       | C・ルイーズ              | 右                       | 前田健太C・ルイーズA・ゴンザレスE・ヘルナンデスJ・ターナーC・シーガーH・ケンドリックJ・ピーダーソンY・プイグ | 6              | 右             | J・ヘイワード   | 左             | J・レスターD・ロスA・リゾJ・バエズK・ブライ · アントA・ラッセルB・ゾブリストD・ファウラーJ・ヘイワード |
| 7                        | 二                       | E・ヘルナンデス          | 右                       | 前田健太C・ルイーズA・ゴンザレスE・ヘルナンデスJ・ターナーC・シーガーH・ケンドリックJ・ピーダーソンY・プイグ | 7              | 二             | J・バエズ       | 右             | J・レスターD・ロスA・リゾJ・バエズK・ブライ · アントA・ラッセルB・ゾブリストD・ファウラーJ・ヘイワード |
| 8                        | 中                       | J・ピーダーソン          | 左                       | 前田健太C・ルイーズA・ゴンザレスE・ヘルナンデスJ・ターナーC・シーガーH・ケンドリックJ・ピーダーソンY・プイグ | 8              | 捕             | D・ロス         | 右             | J・レスターD・ロスA・リゾJ・バエズK・ブライ · アントA・ラッセルB・ゾブリストD・ファウラーJ・ヘイワード |
| 9                        | 投                       | 前田健太                 | 右                       | 前田健太C・ルイーズA・ゴンザレスE・ヘルナンデスJ・ターナーC・シーガーH・ケンドリックJ・ピーダーソンY・プイグ | 9              | 投             | J・レスター     | 左             | J・レスターD・ロスA・リゾJ・バエズK・ブライ · アントA・ラッセルB・ゾブリストD・ファウラーJ・ヘイワード |
| 先発投手                 | 先発投手                 | 先発投手                 | 投球                     | 前田健太C・ルイーズA・ゴンザレスE・ヘルナンデスJ・ターナーC・シーガーH・ケンドリックJ・ピーダーソンY・プイグ | 先発投手       | 先発投手       | 先発投手        | 投球           | J・レスターD・ロスA・リゾJ・バエズK・ブライ · アントA・ラッセルB・ゾブリストD・ファウラーJ・ヘイワード |
| 前田健太                 | 前田健太                 | 前田健太                 | 右                       | 前田健太C・ルイーズA・ゴンザレスE・ヘルナンデスJ・ターナーC・シーガーH・ケンドリックJ・ピーダーソンY・プイグ | J・レスター    | J・レスター    | J・レスター     | 左             | J・レスターD・ロスA・リゾJ・バエズK・ブライ · アントA・ラッセルB・ゾブリストD・ファウラーJ・ヘイワード |

### 第2戦 10月16日
- リグレー・フィールド（イリノイ州シカゴ）

|                          | 1 | 2 | 3 | 4 | 5 | 6 | 7 | 8 | 9 | R | H | E |
| ------------------------ | - | - | - | - | - | - | - | - | - | - | - | - |
| ロサンゼルス・ドジャース | 0 | 1 | 0 | 0 | 0 | 0 | 0 | 0 | 0 | 1 | 3 | 1 |
| シカゴ・カブス           | 0 | 0 | 0 | 0 | 0 | 0 | 0 | 0 | 0 | 0 | 2 | 0 |

1. 勝利：クレイトン・カーショウ（1勝）
2. セーブ：ケンリー・ジャンセン（1S）
3. 敗戦：カイル・ヘンドリックス（1敗）
4. 本塁打
LAD：エイドリアン・ゴンザレス1号ソロ
5. 審判
［球審］エリック・クーパー
［塁審］一塁: ゲイリー・シダーストロム、二塁: エンジェル・ヘルナンデス、三塁: アルフォンソ・マルケス
［外審］左翼: テッド・バレット、右翼: ポール・ナウアート
6. 試合開始時刻: 中部夏時間（UTC-5）午後7時8分  試合時間: 2時間45分  観客: 4万2384人  気温: 70°F（21.1°C）
詳細: MLB.com Gameday / ESPN.com / Baseball-Reference.com / Fangraphs

| ロサンゼルス・ドジャース | ロサンゼルス・ドジャース | ロサンゼルス・ドジャース | ロサンゼルス・ドジャース | ロサンゼルス・ドジャース                                                                                        | シカゴ・カブス    | シカゴ・カブス    | シカゴ・カブス    | シカゴ・カブス | シカゴ・カブス |
| ------------------------ | ------------------------ | ------------------------ | ------------------------ | --- | ----------------- | ----------------- | ----------------- | -------------- | --- |
| 打順                     | 守備                     | 選手                     | 打席                     | C・カーショウY・グランダルA・ゴンザレスC・アトリーJ・ターナーC・シーガーA・トールズJ・ピーダーソンJ・レディック | 打順              | 守備              | 選手              | 打席           | K・ヘンドリックスW・コントレラスA・リゾJ・バエズK・ブライ · アントA・ラッセルB・ゾブリストD・ファウラーJ・ヘイワード |
| 1                        | 二                       | C・アトリー              | 左                       | C・カーショウY・グランダルA・ゴンザレスC・アトリーJ・ターナーC・シーガーA・トールズJ・ピーダーソンJ・レディック | 1                 | 中                | D・ファウラー     | 両             | K・ヘンドリックスW・コントレラスA・リゾJ・バエズK・ブライ · アントA・ラッセルB・ゾブリストD・ファウラーJ・ヘイワード |
| 2                        | 遊                       | C・シーガー              | 左                       | C・カーショウY・グランダルA・ゴンザレスC・アトリーJ・ターナーC・シーガーA・トールズJ・ピーダーソンJ・レディック | 2                 | 三                | K・ブライアント   | 右             | K・ヘンドリックスW・コントレラスA・リゾJ・バエズK・ブライ · アントA・ラッセルB・ゾブリストD・ファウラーJ・ヘイワード |
| 3                        | 三                       | J・ターナー              | 右                       | C・カーショウY・グランダルA・ゴンザレスC・アトリーJ・ターナーC・シーガーA・トールズJ・ピーダーソンJ・レディック | 3                 | 一                | A・リゾ           | 左             | K・ヘンドリックスW・コントレラスA・リゾJ・バエズK・ブライ · アントA・ラッセルB・ゾブリストD・ファウラーJ・ヘイワード |
| 4                        | 一                       | A・ゴンザレス            | 左                       | C・カーショウY・グランダルA・ゴンザレスC・アトリーJ・ターナーC・シーガーA・トールズJ・ピーダーソンJ・レディック | 4                 | 左                | B・ゾブリスト     | 両             | K・ヘンドリックスW・コントレラスA・リゾJ・バエズK・ブライ · アントA・ラッセルB・ゾブリストD・ファウラーJ・ヘイワード |
| 5                        | 右                       | J・レディック            | 左                       | C・カーショウY・グランダルA・ゴンザレスC・アトリーJ・ターナーC・シーガーA・トールズJ・ピーダーソンJ・レディック | 5                 | 遊                | A・ラッセル       | 右             | K・ヘンドリックスW・コントレラスA・リゾJ・バエズK・ブライ · アントA・ラッセルB・ゾブリストD・ファウラーJ・ヘイワード |
| 6                        | 中                       | J・ピーダーソン          | 左                       | C・カーショウY・グランダルA・ゴンザレスC・アトリーJ・ターナーC・シーガーA・トールズJ・ピーダーソンJ・レディック | 6                 | 二                | J・バエズ         | 右             | K・ヘンドリックスW・コントレラスA・リゾJ・バエズK・ブライ · アントA・ラッセルB・ゾブリストD・ファウラーJ・ヘイワード |
| 7                        | 捕                       | Y・グランダル            | 両                       | C・カーショウY・グランダルA・ゴンザレスC・アトリーJ・ターナーC・シーガーA・トールズJ・ピーダーソンJ・レディック | 7                 | 捕                | W・コントレラス   | 右             | K・ヘンドリックスW・コントレラスA・リゾJ・バエズK・ブライ · アントA・ラッセルB・ゾブリストD・ファウラーJ・ヘイワード |
| 8                        | 左                       | A・トールズ              | 左                       | C・カーショウY・グランダルA・ゴンザレスC・アトリーJ・ターナーC・シーガーA・トールズJ・ピーダーソンJ・レディック | 8                 | 右                | J・ヘイワード     | 左             | K・ヘンドリックスW・コントレラスA・リゾJ・バエズK・ブライ · アントA・ラッセルB・ゾブリストD・ファウラーJ・ヘイワード |
| 9                        | 投                       | C・カーショウ            | 左                       | C・カーショウY・グランダルA・ゴンザレスC・アトリーJ・ターナーC・シーガーA・トールズJ・ピーダーソンJ・レディック | 9                 | 投                | K・ヘンドリックス | 右             | K・ヘンドリックスW・コントレラスA・リゾJ・バエズK・ブライ · アントA・ラッセルB・ゾブリストD・ファウラーJ・ヘイワード |
| 先発投手                 | 先発投手                 | 先発投手                 | 投球                     | C・カーショウY・グランダルA・ゴンザレスC・アトリーJ・ターナーC・シーガーA・トールズJ・ピーダーソンJ・レディック | 先発投手          | 先発投手          | 先発投手          | 投球           | K・ヘンドリックスW・コントレラスA・リゾJ・バエズK・ブライ · アントA・ラッセルB・ゾブリストD・ファウラーJ・ヘイワード |
| C・カーショウ            | C・カーショウ            | C・カーショウ            | 左                       | C・カーショウY・グランダルA・ゴンザレスC・アトリーJ・ターナーC・シーガーA・トールズJ・ピーダーソンJ・レディック | K・ヘンドリックス | K・ヘンドリックス | K・ヘンドリックス | 右             | K・ヘンドリックスW・コントレラスA・リゾJ・バエズK・ブライ · アントA・ラッセルB・ゾブリストD・ファウラーJ・ヘイワード |

### 第3戦 10月18日
- ドジャー・スタジアム（カリフォルニア州ロサンゼルス）

|                          | 1 | 2 | 3 | 4 | 5 | 6 | 7 | 8 | 9 | R | H  | E |
| ------------------------ | - | - | - | - | - | - | - | - | - | - | -- | - |
| シカゴ・カブス           | 0 | 0 | 0 | 0 | 0 | 0 | 0 | 0 | 0 | 0 | 4  | 0 |
| ロサンゼルス・ドジャース | 0 | 0 | 1 | 2 | 0 | 1 | 0 | 2 | X | 6 | 10 | 0 |

1. 勝利：リッチ・ヒル（1勝）
2. 敗戦：ジェイク・アリエータ（1敗）
3. 本塁打
LAD：ヤズマニ・グランダル1号2ラン、ジャスティン・ターナー1号ソロ
4. 審判
［球審］ゲイリー・シダーストロム
［塁審］一塁: エンジェル・ヘルナンデス、二塁: アルフォンソ・マルケス、三塁: テッド・バレット
［外審］左翼: ビル・ウェルキー、右翼: エリック・クーパー
5. 試合開始時刻: 太平洋夏時間（UTC-7）午後5時9分  試合時間: 3時間18分  観客: 5万4269人  気温: 72°F（22.2°C）
詳細: MLB.com Gameday / ESPN.com / Baseball-Reference.com / Fangraphs

| シカゴ・カブス | シカゴ・カブス | シカゴ・カブス  | シカゴ・カブス | シカゴ・カブス                                                                                           | ロサンゼルス・ドジャース | ロサンゼルス・ドジャース | ロサンゼルス・ドジャース | ロサンゼルス・ドジャース | ロサンゼルス・ドジャース                                                                                  |
| -------------- | -------------- | --------------- | -------------- | --- | ------------------------ | ------------------------ | ------------------------ | ------------------------ | --- |
| 打順           | 守備           | 選手            | 打席           | J・アリエータM・モンテロA・リゾJ・バエズK・ブライ · アントA・ラッセルB・ゾブリストD・ファウラーJ・ソレア | 打順                     | 守備                     | 選手                     | 打席                     | R・ヒルY・グランダルA・ゴンザレスC・アトリーJ・ターナーC・シーガーA・トールズJ・ピーダーソンJ・レディック |
| 1              | 中             | D・ファウラー   | 両             | J・アリエータM・モンテロA・リゾJ・バエズK・ブライ · アントA・ラッセルB・ゾブリストD・ファウラーJ・ソレア | 1                        | 二                       | C・アトリー              | 左                       | R・ヒルY・グランダルA・ゴンザレスC・アトリーJ・ターナーC・シーガーA・トールズJ・ピーダーソンJ・レディック |
| 2              | 三             | K・ブライアント | 右             | J・アリエータM・モンテロA・リゾJ・バエズK・ブライ · アントA・ラッセルB・ゾブリストD・ファウラーJ・ソレア | 2                        | 遊                       | C・シーガー              | 左                       | R・ヒルY・グランダルA・ゴンザレスC・アトリーJ・ターナーC・シーガーA・トールズJ・ピーダーソンJ・レディック |
| 3              | 左             | B・ゾブリスト   | 両             | J・アリエータM・モンテロA・リゾJ・バエズK・ブライ · アントA・ラッセルB・ゾブリストD・ファウラーJ・ソレア | 3                        | 三                       | J・ターナー              | 右                       | R・ヒルY・グランダルA・ゴンザレスC・アトリーJ・ターナーC・シーガーA・トールズJ・ピーダーソンJ・レディック |
| 4              | 一             | A・リゾ         | 左             | J・アリエータM・モンテロA・リゾJ・バエズK・ブライ · アントA・ラッセルB・ゾブリストD・ファウラーJ・ソレア | 4                        | 一                       | A・ゴンザレス            | 左                       | R・ヒルY・グランダルA・ゴンザレスC・アトリーJ・ターナーC・シーガーA・トールズJ・ピーダーソンJ・レディック |
| 5              | 二             | J・バエズ       | 右             | J・アリエータM・モンテロA・リゾJ・バエズK・ブライ · アントA・ラッセルB・ゾブリストD・ファウラーJ・ソレア | 5                        | 右                       | J・レディック            | 左                       | R・ヒルY・グランダルA・ゴンザレスC・アトリーJ・ターナーC・シーガーA・トールズJ・ピーダーソンJ・レディック |
| 6              | 右             | J・ソレア       | 右             | J・アリエータM・モンテロA・リゾJ・バエズK・ブライ · アントA・ラッセルB・ゾブリストD・ファウラーJ・ソレア | 6                        | 中                       | J・ピーダーソン          | 左                       | R・ヒルY・グランダルA・ゴンザレスC・アトリーJ・ターナーC・シーガーA・トールズJ・ピーダーソンJ・レディック |
| 7              | 遊             | A・ラッセル     | 右             | J・アリエータM・モンテロA・リゾJ・バエズK・ブライ · アントA・ラッセルB・ゾブリストD・ファウラーJ・ソレア | 7                        | 捕                       | Y・グランダル            | 両                       | R・ヒルY・グランダルA・ゴンザレスC・アトリーJ・ターナーC・シーガーA・トールズJ・ピーダーソンJ・レディック |
| 8              | 捕             | M・モンテロ     | 左             | J・アリエータM・モンテロA・リゾJ・バエズK・ブライ · アントA・ラッセルB・ゾブリストD・ファウラーJ・ソレア | 8                        | 左                       | A・トールズ              | 左                       | R・ヒルY・グランダルA・ゴンザレスC・アトリーJ・ターナーC・シーガーA・トールズJ・ピーダーソンJ・レディック |
| 9              | 投             | J・アリエータ   | 右             | J・アリエータM・モンテロA・リゾJ・バエズK・ブライ · アントA・ラッセルB・ゾブリストD・ファウラーJ・ソレア | 9                        | 投                       | R・ヒル                  | 左                       | R・ヒルY・グランダルA・ゴンザレスC・アトリーJ・ターナーC・シーガーA・トールズJ・ピーダーソンJ・レディック |
| 先発投手       | 先発投手       | 先発投手        | 投球           | J・アリエータM・モンテロA・リゾJ・バエズK・ブライ · アントA・ラッセルB・ゾブリストD・ファウラーJ・ソレア | 先発投手                 | 先発投手                 | 先発投手                 | 投球                     | R・ヒルY・グランダルA・ゴンザレスC・アトリーJ・ターナーC・シーガーA・トールズJ・ピーダーソンJ・レディック |
| J・アリエータ  | J・アリエータ  | J・アリエータ   | 右             | J・アリエータM・モンテロA・リゾJ・バエズK・ブライ · アントA・ラッセルB・ゾブリストD・ファウラーJ・ソレア | R・ヒル                  | R・ヒル                  | R・ヒル                  | 左                       | R・ヒルY・グランダルA・ゴンザレスC・アトリーJ・ターナーC・シーガーA・トールズJ・ピーダーソンJ・レディック |

### 第4戦 10月19日
- ドジャー・スタジアム（カリフォルニア州ロサンゼルス）

|                          | 1 | 2 | 3 | 4 | 5 | 6 | 7 | 8 | 9 | R  | H  | E |
| ------------------------ | - | - | - | - | - | - | - | - | - | -- | -- | - |
| シカゴ・カブス           | 0 | 0 | 0 | 4 | 1 | 5 | 0 | 0 | 0 | 10 | 13 | 2 |
| ロサンゼルス・ドジャース | 0 | 0 | 0 | 0 | 2 | 0 | 0 | 0 | 0 | 2  | 6  | 4 |

1. 勝利：マイク・モンゴメリー（1勝）
2. 敗戦：フリオ・ウリアス（1敗）
3. 本塁打
CHC：アディソン・ラッセル1号2ラン、アンソニー・リゾ1号ソロ
4. 審判
［球審］エンジェル・ヘルナンデス
［塁審］一塁: アルフォンソ・マルケス、二塁: テッド・バレット、三塁: ビル・ウェルキー
［外審］左翼: エリック・クーパー、右翼: ゲイリー・シダーストロム
5. 試合開始時刻: 太平洋夏時間（UTC-7）午後5時10分  試合時間: 3時間58分  観客: 5万4449人  気温: 89°F（31.7°C）
詳細: MLB.com Gameday / ESPN.com / Baseball-Reference.com / Fangraphs

| シカゴ・カブス | シカゴ・カブス | シカゴ・カブス  | シカゴ・カブス | シカゴ・カブス                                                                                                 | ロサンゼルス・ドジャース | ロサンゼルス・ドジャース | ロサンゼルス・ドジャース | ロサンゼルス・ドジャース | ロサンゼルス・ドジャース                                                                                      |
| -------------- | -------------- | --------------- | -------------- | --- | ------------------------ | ------------------------ | ------------------------ | ------------------------ | --- |
| 打順           | 守備           | 選手            | 打席           | J・ラッキーW・コントレラスA・リゾJ・バエズK・ブライ · アントA・ラッセルB・ゾブリストD・ファウラーJ・ヘイワード | 打順                     | 守備                     | 選手                     | 打席                     | J・ウリアスY・グランダルA・ゴンザレスC・アトリーJ・ターナーC・シーガーA・トールズJ・ピーダーソンJ・レディック |
| 1              | 中             | D・ファウラー   | 両             | J・ラッキーW・コントレラスA・リゾJ・バエズK・ブライ · アントA・ラッセルB・ゾブリストD・ファウラーJ・ヘイワード | 1                        | 二                       | C・アトリー              | 左                       | J・ウリアスY・グランダルA・ゴンザレスC・アトリーJ・ターナーC・シーガーA・トールズJ・ピーダーソンJ・レディック |
| 2              | 三             | K・ブライアント | 右             | J・ラッキーW・コントレラスA・リゾJ・バエズK・ブライ · アントA・ラッセルB・ゾブリストD・ファウラーJ・ヘイワード | 2                        | 遊                       | C・シーガー              | 左                       | J・ウリアスY・グランダルA・ゴンザレスC・アトリーJ・ターナーC・シーガーA・トールズJ・ピーダーソンJ・レディック |
| 3              | 一             | A・リゾ         | 左             | J・ラッキーW・コントレラスA・リゾJ・バエズK・ブライ · アントA・ラッセルB・ゾブリストD・ファウラーJ・ヘイワード | 3                        | 三                       | J・ターナー              | 右                       | J・ウリアスY・グランダルA・ゴンザレスC・アトリーJ・ターナーC・シーガーA・トールズJ・ピーダーソンJ・レディック |
| 4              | 左             | B・ゾブリスト   | 両             | J・ラッキーW・コントレラスA・リゾJ・バエズK・ブライ · アントA・ラッセルB・ゾブリストD・ファウラーJ・ヘイワード | 4                        | 一                       | A・ゴンザレス            | 左                       | J・ウリアスY・グランダルA・ゴンザレスC・アトリーJ・ターナーC・シーガーA・トールズJ・ピーダーソンJ・レディック |
| 5              | 二             | J・バエズ       | 右             | J・ラッキーW・コントレラスA・リゾJ・バエズK・ブライ · アントA・ラッセルB・ゾブリストD・ファウラーJ・ヘイワード | 5                        | 右                       | J・レディック            | 左                       | J・ウリアスY・グランダルA・ゴンザレスC・アトリーJ・ターナーC・シーガーA・トールズJ・ピーダーソンJ・レディック |
| 6              | 捕             | W・コントレラス | 右             | J・ラッキーW・コントレラスA・リゾJ・バエズK・ブライ · アントA・ラッセルB・ゾブリストD・ファウラーJ・ヘイワード | 6                        | 中                       | J・ピーダーソン          | 左                       | J・ウリアスY・グランダルA・ゴンザレスC・アトリーJ・ターナーC・シーガーA・トールズJ・ピーダーソンJ・レディック |
| 7              | 右             | J・ヘイワード   | 左             | J・ラッキーW・コントレラスA・リゾJ・バエズK・ブライ · アントA・ラッセルB・ゾブリストD・ファウラーJ・ヘイワード | 7                        | 捕                       | Y・グランダル            | 両                       | J・ウリアスY・グランダルA・ゴンザレスC・アトリーJ・ターナーC・シーガーA・トールズJ・ピーダーソンJ・レディック |
| 8              | 遊             | A・ラッセル     | 右             | J・ラッキーW・コントレラスA・リゾJ・バエズK・ブライ · アントA・ラッセルB・ゾブリストD・ファウラーJ・ヘイワード | 8                        | 左                       | A・トールズ              | 左                       | J・ウリアスY・グランダルA・ゴンザレスC・アトリーJ・ターナーC・シーガーA・トールズJ・ピーダーソンJ・レディック |
| 9              | 投             | J・ラッキー     | 右             | J・ラッキーW・コントレラスA・リゾJ・バエズK・ブライ · アントA・ラッセルB・ゾブリストD・ファウラーJ・ヘイワード | 9                        | 投                       | J・ウリアス              | 左                       | J・ウリアスY・グランダルA・ゴンザレスC・アトリーJ・ターナーC・シーガーA・トールズJ・ピーダーソンJ・レディック |
| 先発投手       | 先発投手       | 先発投手        | 投球           | J・ラッキーW・コントレラスA・リゾJ・バエズK・ブライ · アントA・ラッセルB・ゾブリストD・ファウラーJ・ヘイワード | 先発投手                 | 先発投手                 | 先発投手                 | 投球                     | J・ウリアスY・グランダルA・ゴンザレスC・アトリーJ・ターナーC・シーガーA・トールズJ・ピーダーソンJ・レディック |
| J・ラッキー    | J・ラッキー    | J・ラッキー     | 右             | J・ラッキーW・コントレラスA・リゾJ・バエズK・ブライ · アントA・ラッセルB・ゾブリストD・ファウラーJ・ヘイワード | J・ウリアス              | J・ウリアス              | J・ウリアス              | 左                       | J・ウリアスY・グランダルA・ゴンザレスC・アトリーJ・ターナーC・シーガーA・トールズJ・ピーダーソンJ・レディック |

### 第5戦 10月20日
- ドジャー・スタジアム（カリフォルニア州ロサンゼルス）

|                          | 1 | 2 | 3 | 4 | 5 | 6 | 7 | 8 | 9 | R | H  | E |
| ------------------------ | - | - | - | - | - | - | - | - | - | - | -- | - |
| シカゴ・カブス           | 1 | 0 | 0 | 0 | 0 | 2 | 0 | 5 | 0 | 8 | 13 | 0 |
| ロサンゼルス・ドジャース | 0 | 0 | 0 | 1 | 0 | 0 | 0 | 1 | 2 | 4 | 9  | 1 |

1. 勝利：ジョン・レスター（1勝）
2. 敗戦：ジョー・ブラントン（2敗）
3. 本塁打
CHC：アディソン・ラッセル2号2ラン
4. 審判
［球審］アルフォンソ・マルケス
［塁審］一塁: テッド・バレット、二塁: ビル・ウェルキー、三塁: エリック・クーパー
［外審］左翼: ゲイリー・シダーストロム、右翼: エンジェル・ヘルナンデス
5. 試合開始時刻: 太平洋夏時間（UTC-7）午後5時9分  試合時間: 4時間16分  観客: 5万4449人  気温: 89°F（31.7°C）
詳細: MLB.com Gameday / ESPN.com / Baseball-Reference.com / Fangraphs

| シカゴ・カブス | シカゴ・カブス | シカゴ・カブス  | シカゴ・カブス | シカゴ・カブス                                                                                         | ロサンゼルス・ドジャース | ロサンゼルス・ドジャース | ロサンゼルス・ドジャース | ロサンゼルス・ドジャース | ロサンゼルス・ドジャース                                                                                     |
| -------------- | -------------- | --------------- | -------------- | --- | ------------------------ | ------------------------ | ------------------------ | ------------------------ | --- |
| 打順           | 守備           | 選手            | 打席           | J・レスターD・ロスA・リゾJ・バエズK・ブライ · アントA・ラッセルB・ゾブリストD・ファウラーJ・ヘイワード | 打順                     | 守備                     | 選手                     | 打席                     | 前田健太C・ルイーズA・ゴンザレスE・ヘルナンデスJ・ターナーC・シーガーH・ケンドリックJ・ピーダーソンY・プイグ |
| 1              | 中             | D・ファウラー   | 両             | J・レスターD・ロスA・リゾJ・バエズK・ブライ · アントA・ラッセルB・ゾブリストD・ファウラーJ・ヘイワード | 1                        | 二                       | E・ヘルナンデス          | 右                       | 前田健太C・ルイーズA・ゴンザレスE・ヘルナンデスJ・ターナーC・シーガーH・ケンドリックJ・ピーダーソンY・プイグ |
| 2              | 三             | K・ブライアント | 右             | J・レスターD・ロスA・リゾJ・バエズK・ブライ · アントA・ラッセルB・ゾブリストD・ファウラーJ・ヘイワード | 2                        | 三                       | J・ターナー              | 右                       | 前田健太C・ルイーズA・ゴンザレスE・ヘルナンデスJ・ターナーC・シーガーH・ケンドリックJ・ピーダーソンY・プイグ |
| 3              | 一             | A・リゾ         | 左             | J・レスターD・ロスA・リゾJ・バエズK・ブライ · アントA・ラッセルB・ゾブリストD・ファウラーJ・ヘイワード | 3                        | 遊                       | C・シーガー              | 左                       | 前田健太C・ルイーズA・ゴンザレスE・ヘルナンデスJ・ターナーC・シーガーH・ケンドリックJ・ピーダーソンY・プイグ |
| 4              | 左             | B・ゾブリスト   | 両             | J・レスターD・ロスA・リゾJ・バエズK・ブライ · アントA・ラッセルB・ゾブリストD・ファウラーJ・ヘイワード | 4                        | 捕                       | C・ルイーズ              | 右                       | 前田健太C・ルイーズA・ゴンザレスE・ヘルナンデスJ・ターナーC・シーガーH・ケンドリックJ・ピーダーソンY・プイグ |
| 5              | 二             | J・バエズ       | 右             | J・レスターD・ロスA・リゾJ・バエズK・ブライ · アントA・ラッセルB・ゾブリストD・ファウラーJ・ヘイワード | 5                        | 左                       | H・ケンドリック          | 右                       | 前田健太C・ルイーズA・ゴンザレスE・ヘルナンデスJ・ターナーC・シーガーH・ケンドリックJ・ピーダーソンY・プイグ |
| 6              | 右             | J・ヘイワード   | 左             | J・レスターD・ロスA・リゾJ・バエズK・ブライ · アントA・ラッセルB・ゾブリストD・ファウラーJ・ヘイワード | 6                        | 一                       | A・ゴンザレス            | 左                       | 前田健太C・ルイーズA・ゴンザレスE・ヘルナンデスJ・ターナーC・シーガーH・ケンドリックJ・ピーダーソンY・プイグ |
| 7              | 遊             | A・ラッセル     | 右             | J・レスターD・ロスA・リゾJ・バエズK・ブライ · アントA・ラッセルB・ゾブリストD・ファウラーJ・ヘイワード | 7                        | 右                       | Y・プイグ                | 右                       | 前田健太C・ルイーズA・ゴンザレスE・ヘルナンデスJ・ターナーC・シーガーH・ケンドリックJ・ピーダーソンY・プイグ |
| 8              | 捕             | D・ロス         | 右             | J・レスターD・ロスA・リゾJ・バエズK・ブライ · アントA・ラッセルB・ゾブリストD・ファウラーJ・ヘイワード | 8                        | 中                       | J・ピーダーソン          | 左                       | 前田健太C・ルイーズA・ゴンザレスE・ヘルナンデスJ・ターナーC・シーガーH・ケンドリックJ・ピーダーソンY・プイグ |
| 9              | 投             | J・レスター     | 左             | J・レスターD・ロスA・リゾJ・バエズK・ブライ · アントA・ラッセルB・ゾブリストD・ファウラーJ・ヘイワード | 9                        | 投                       | 前田健太                 | 右                       | 前田健太C・ルイーズA・ゴンザレスE・ヘルナンデスJ・ターナーC・シーガーH・ケンドリックJ・ピーダーソンY・プイグ |
| 先発投手       | 先発投手       | 先発投手        | 投球           | J・レスターD・ロスA・リゾJ・バエズK・ブライ · アントA・ラッセルB・ゾブリストD・ファウラーJ・ヘイワード | 先発投手                 | 先発投手                 | 先発投手                 | 投球                     | 前田健太C・ルイーズA・ゴンザレスE・ヘルナンデスJ・ターナーC・シーガーH・ケンドリックJ・ピーダーソンY・プイグ |
| J・レスター    | J・レスター    | J・レスター     | 左             | J・レスターD・ロスA・リゾJ・バエズK・ブライ · アントA・ラッセルB・ゾブリストD・ファウラーJ・ヘイワード | 前田健太                 | 前田健太                 | 前田健太                 | 右                       | 前田健太C・ルイーズA・ゴンザレスE・ヘルナンデスJ・ターナーC・シーガーH・ケンドリックJ・ピーダーソンY・プイグ |

### 第6戦 10月22日
- リグレー・フィールド（イリノイ州シカゴ）

|                          | 1 | 2 | 3 | 4 | 5 | 6 | 7 | 8 | 9 | R | H | E |
| ------------------------ | - | - | - | - | - | - | - | - | - | - | - | - |
| ロサンゼルス・ドジャース | 0 | 0 | 0 | 0 | 0 | 0 | 0 | 0 | 0 | 0 | 2 | 1 |
| シカゴ・カブス           | 2 | 1 | 0 | 1 | 1 | 0 | 0 | 0 | X | 5 | 7 | 1 |

1. 勝利：カイル・ヘンドリックス（1勝1敗）
2. 敗戦：クレイトン・カーショウ（1勝1敗）
3. 本塁打
CHC：ウィルソン・コントレラス1号ソロ、アンソニー・リゾ2号ソロ
4. 審判
［球審］テッド・バレット
［塁審］一塁: ビル・ウェルキー、二塁: エリック・クーパー、三塁: ゲイリー・シダーストロム
［外審］左翼: エンジェル・ヘルナンデス、右翼: アルフォンソ・マルケス
5. 試合開始時刻: 中部夏時間（UTC-5）午後7時9分  試合時間: 2時間36分  観客: 4万2386人  気温: 61°F（16.1°C）
詳細: MLB.com Gameday / ESPN.com / Baseball-Reference.com / Fangraphs

| ロサンゼルス・ドジャース | ロサンゼルス・ドジャース | ロサンゼルス・ドジャース | ロサンゼルス・ドジャース | ロサンゼルス・ドジャース                                                                                        | シカゴ・カブス    | シカゴ・カブス    | シカゴ・カブス    | シカゴ・カブス | シカゴ・カブス |
| ------------------------ | ------------------------ | ------------------------ | ------------------------ | --- | ----------------- | ----------------- | ----------------- | -------------- | --- |
| 打順                     | 守備                     | 選手                     | 打席                     | C・カーショウY・グランダルA・ゴンザレスC・アトリーJ・ターナーC・シーガーA・トールズJ・ピーダーソンJ・レディック | 打順              | 守備              | 選手              | 打席           | K・ヘンドリックスW・コントレラスA・リゾJ・バエズK・ブライ · アントA・ラッセルB・ゾブリストD・ファウラーA・アルモーラJr. |
| 1                        | 左                       | A・トールズ              | 左                       | C・カーショウY・グランダルA・ゴンザレスC・アトリーJ・ターナーC・シーガーA・トールズJ・ピーダーソンJ・レディック | 1                 | 中                | D・ファウラー     | 両             | K・ヘンドリックスW・コントレラスA・リゾJ・バエズK・ブライ · アントA・ラッセルB・ゾブリストD・ファウラーA・アルモーラJr. |
| 2                        | 遊                       | C・シーガー              | 左                       | C・カーショウY・グランダルA・ゴンザレスC・アトリーJ・ターナーC・シーガーA・トールズJ・ピーダーソンJ・レディック | 2                 | 三                | K・ブライアント   | 右             | K・ヘンドリックスW・コントレラスA・リゾJ・バエズK・ブライ · アントA・ラッセルB・ゾブリストD・ファウラーA・アルモーラJr. |
| 3                        | 三                       | J・ターナー              | 右                       | C・カーショウY・グランダルA・ゴンザレスC・アトリーJ・ターナーC・シーガーA・トールズJ・ピーダーソンJ・レディック | 3                 | 一                | A・リゾ           | 左             | K・ヘンドリックスW・コントレラスA・リゾJ・バエズK・ブライ · アントA・ラッセルB・ゾブリストD・ファウラーA・アルモーラJr. |
| 4                        | 一                       | A・ゴンザレス            | 左                       | C・カーショウY・グランダルA・ゴンザレスC・アトリーJ・ターナーC・シーガーA・トールズJ・ピーダーソンJ・レディック | 4                 | 左                | B・ゾブリスト     | 両             | K・ヘンドリックスW・コントレラスA・リゾJ・バエズK・ブライ · アントA・ラッセルB・ゾブリストD・ファウラーA・アルモーラJr. |
| 5                        | 右                       | J・レディック            | 左                       | C・カーショウY・グランダルA・ゴンザレスC・アトリーJ・ターナーC・シーガーA・トールズJ・ピーダーソンJ・レディック | 5                 | 二                | J・バエズ         | 右             | K・ヘンドリックスW・コントレラスA・リゾJ・バエズK・ブライ · アントA・ラッセルB・ゾブリストD・ファウラーA・アルモーラJr. |
| 6                        | 中                       | J・ピーダーソン          | 左                       | C・カーショウY・グランダルA・ゴンザレスC・アトリーJ・ターナーC・シーガーA・トールズJ・ピーダーソンJ・レディック | 6                 | 捕                | W・コントレラス   | 右             | K・ヘンドリックスW・コントレラスA・リゾJ・バエズK・ブライ · アントA・ラッセルB・ゾブリストD・ファウラーA・アルモーラJr. |
| 7                        | 捕                       | Y・グランダル            | 両                       | C・カーショウY・グランダルA・ゴンザレスC・アトリーJ・ターナーC・シーガーA・トールズJ・ピーダーソンJ・レディック | 7                 | 遊                | A・ラッセル       | 右             | K・ヘンドリックスW・コントレラスA・リゾJ・バエズK・ブライ · アントA・ラッセルB・ゾブリストD・ファウラーA・アルモーラJr. |
| 8                        | 二                       | C・アトリー              | 左                       | C・カーショウY・グランダルA・ゴンザレスC・アトリーJ・ターナーC・シーガーA・トールズJ・ピーダーソンJ・レディック | 8                 | 右                | A・アルモーラJr.  | 右             | K・ヘンドリックスW・コントレラスA・リゾJ・バエズK・ブライ · アントA・ラッセルB・ゾブリストD・ファウラーA・アルモーラJr. |
| 9                        | 投                       | C・カーショウ            | 左                       | C・カーショウY・グランダルA・ゴンザレスC・アトリーJ・ターナーC・シーガーA・トールズJ・ピーダーソンJ・レディック | 9                 | 投                | K・ヘンドリックス | 右             | K・ヘンドリックスW・コントレラスA・リゾJ・バエズK・ブライ · アントA・ラッセルB・ゾブリストD・ファウラーA・アルモーラJr. |
| 先発投手                 | 先発投手                 | 先発投手                 | 投球                     | C・カーショウY・グランダルA・ゴンザレスC・アトリーJ・ターナーC・シーガーA・トールズJ・ピーダーソンJ・レディック | 先発投手          | 先発投手          | 先発投手          | 投球           | K・ヘンドリックスW・コントレラスA・リゾJ・バエズK・ブライ · アントA・ラッセルB・ゾブリストD・ファウラーA・アルモーラJr. |
| C・カーショウ            | C・カーショウ            | C・カーショウ            | 左                       | C・カーショウY・グランダルA・ゴンザレスC・アトリーJ・ターナーC・シーガーA・トールズJ・ピーダーソンJ・レディック | K・ヘンドリックス | K・ヘンドリックス | K・ヘンドリックス | 右             | K・ヘンドリックスW・コントレラスA・リゾJ・バエズK・ブライ · アントA・ラッセルB・ゾブリストD・ファウラーA・アルモーラJr. |